# Асани, Джелил
Джели́л Асани́ (макед. Џелил Асани, алб. Xhelil Asani; 12 сентября 1995, Кичево, Македония) — северомакедонский футболист албанского происхождения, полузащитник.

## Карьера
Начинал карьеру в 2013 году в македонском клубе «Напредок» из родного города. За сезон 2013/14 провёл 14 игр.
20 августа 2015 года перешёл в албанский «Бюлис». Был игроком ротации состава и заявил желание вернуться в родную страну. 1 января 2016 года перешёл в «Металлург» Скопье. 30 августа 2016 года перешёл в мальтийский «Пембрук Атлета». 6 марта 2017 года перешёл в «Торпедо-БелАз». Не смог выиграть конкуренцию у других левых защитников. За полгода сыграл лишь 10 матчей. 29 августа 2017 года перешёл в «Шкендию».
28 января 2020 года присоединился к американскому клубу «Питтсбург Риверхаундс» из Чемпионшипа ЮСЛ, подписав однолетний контракт с опцией продления ещё на один год.